# 切特里

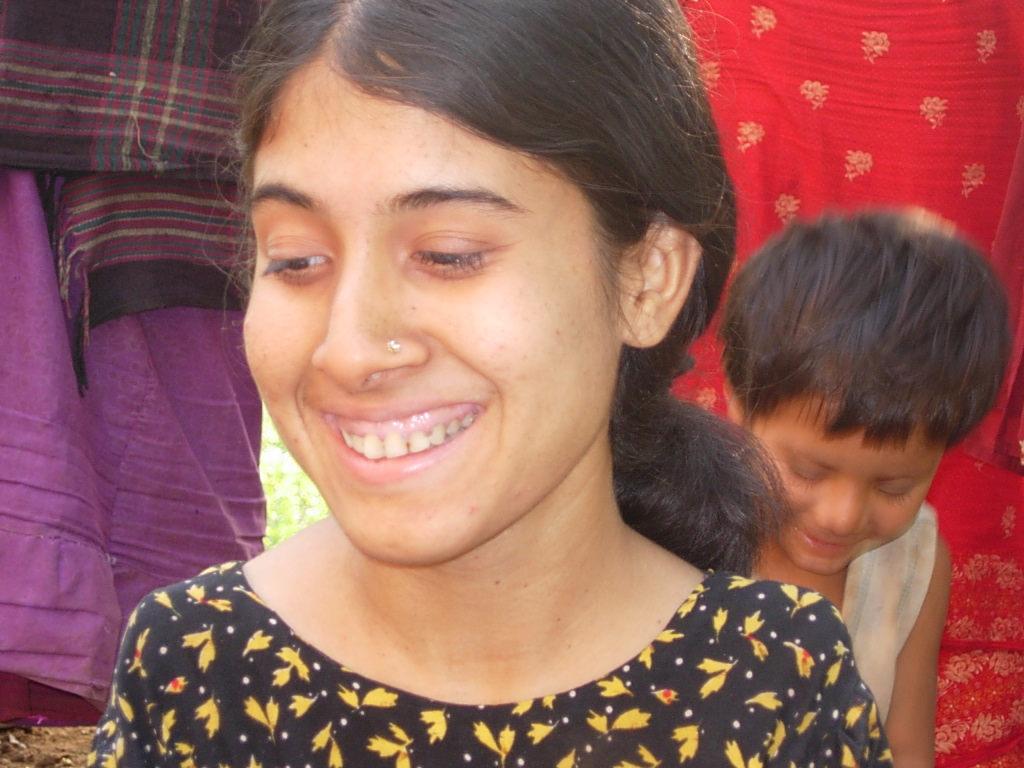
切特里

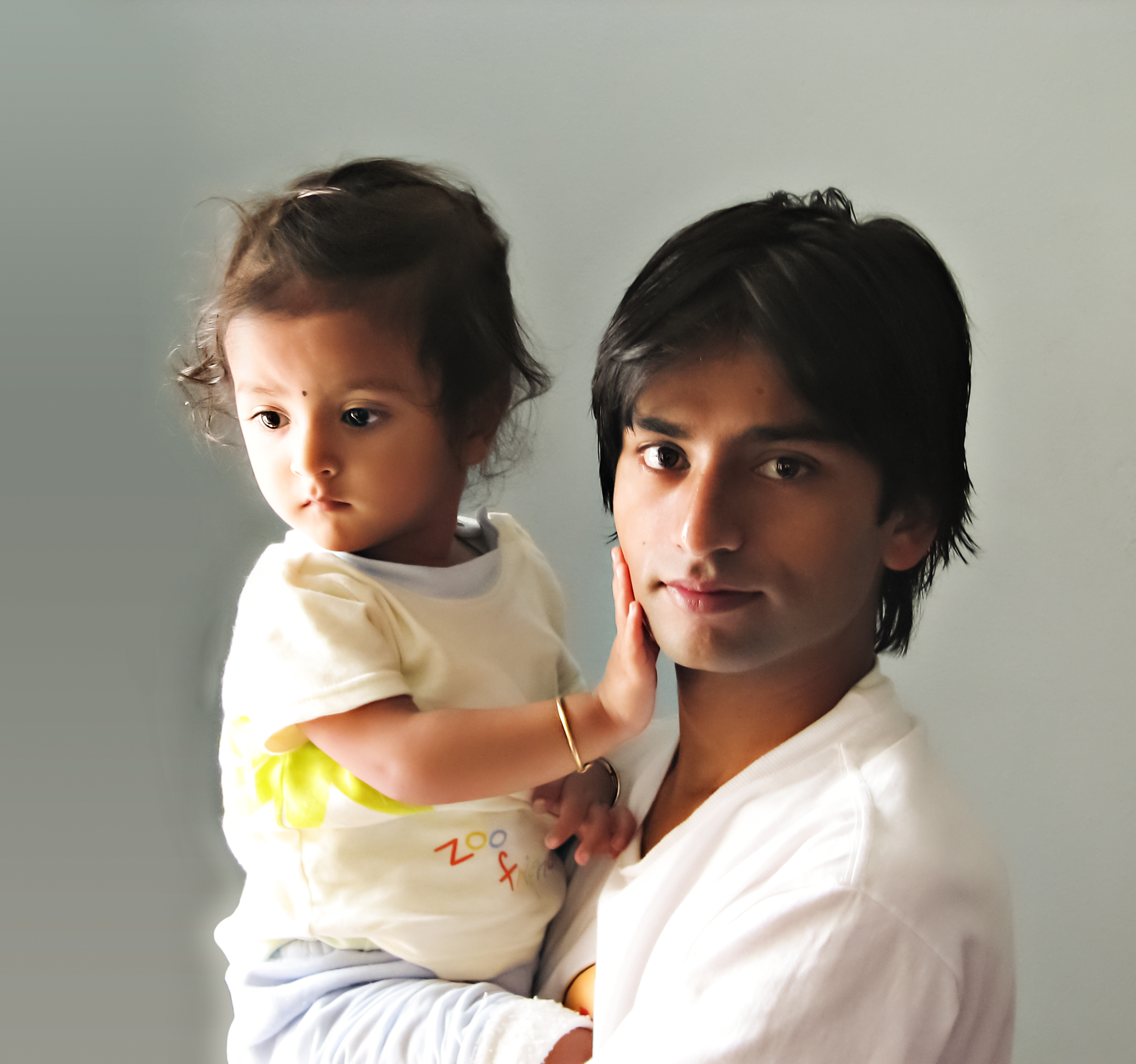

切特里，是尼泊爾卡斯人三個種姓其中之一，也是全國人口最多的種姓。在2011年佔全国人口16.6％，在山區比例更高。根據1854年尼泊爾民法，切特里是三個佩帶聖線的種姓之一。
在尼泊爾現代史，切特里在國家統一過程中發揮了關鍵作用，是尼泊爾廓爾喀軍隊，警察和政府管理人員的核心。

## 社會

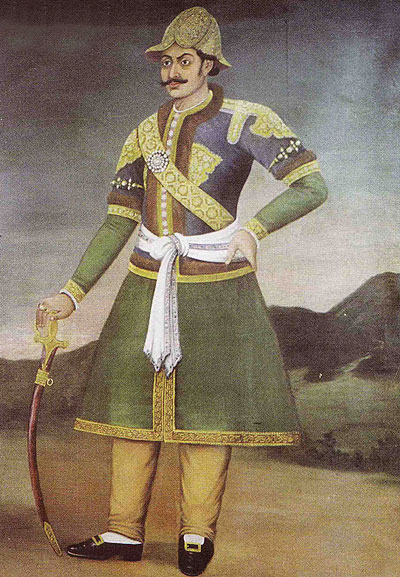
Bhimsen Thapa, a Chhetri Prime Minister and ruler of Nepal (1806-1837)

在尼泊爾，切特里有許多亞群。其中一種稱馬塔瓦里(喝烈酒)切特里。他們是由没錢舉行皈依儀式的卡斯人组成，在格尔納利河上游大量分布(他們保留喝酒和傳統的薩滿教和尼泊爾的宗教)。
信仰印度教中的卡斯人切特里和塔庫里則在印度北阿坎德邦，喜馬偕爾邦，錫金，西孟加拉邦的北側，阿薩姆邦，曼尼普爾邦以及在不丹和緬甸普遍分布。兩種切特里之間用佩戴聖線和禁酒來區別彼此。信仰印度教中的切特里婚姻通常是一夫一妻制，也有一些人行一夫多妻制。女孩們通常在幼年結婚，禁止寡婦再嫁，死後行火葬。
1. ↑   (PDF).   [2017-10-16]. （原始内容 (PDF)存档于2017-09-18）.